# Barry Hoban
Peter Barry Hoban (Stanley, 5 febbraio 1940 – 19 aprile 2025) è stato un ciclista su strada e pistard britannico.
Professionista dal 1962 al 1981, vinse la Gand-Wevelgem nel 1974, otto tappe al Tour de France e due alla Vuelta a España.

## Carriera
Da dilettante vinse i campionati nazionali su strada, sia in linea che a cronometro, e su pista nella specialità dell'inseguimento.
Grazie alle sue doti di velocista, da professionista si impose nella Gand-Wevelgem e in tappe al Tour de France e alla Vuelta a España.

## Palmarès
- 1962 (Bertin-Porter 39-Milremo, una vittoria)

La Poly Nordiste
- 1964 (Mercier-BP-Hutchinson, tre vittorie)

12ª tappa Vuelta a España (Santander)
13ª tappa Vuelta a España (Avilés)
3ª tappa Grand Prix du Midi Libre (Carcassonne)
- 1966 (Mercier-BP-Hutchinson, due vittorie)

2ª tappa Tour de l'Oise (Beauvais)
Rund um den Henninger-Turm
- 1967 (Mercier-BP-Hutchinson, una vittoria)

14ª tappa Tour de France (Sète)
- 1968 (Mercier-BP-Hutchinson, una vittoria)

19ª tappa Tour de France (Sallanches)
- 1969 (Mercier-BP-Hutchinson, tre vittorie)

1ª tappa Quatre jours de Dunkerque (Lens)
18ª tappa Tour de France (Bordeaux)
19ª tappa Tour de France (Brive)
- 1970 (Sonolor-Lejeune-Wolber, due vittorie)

3ª tappa Quatre jours de Dunkerque (Valenciennes)
Man'x Trophy
- 1971 (Sonolor-Lejeune, due vittorie)

Grand Prix de Fourmies
5ª tappa Quatre jours de Dunkerque (Dunkerque)
- 1973 (Gan, due vittorie)

11ª tappa Tour de France (Argelès-sur-Mer)
19ª tappa Tour de France (Versailles)
- 1974 (Gan-Mercier-Hutchinson, sette vittorie)

1ª tappa Grand Prix du Midi Libre (Béziers)
3ª tappa Grand Prix du Midi Libre (Millau)
Gent-Wevelgem
2ª tappa Tour d'Indre-et-Loire (Véretz)
3ª tappa Tour de l'Aude (Carcassonne)
13ª tappa Tour de France (Montpellier)
Paris-Bourges
- 1975 (Gan-Mercier, una vittorie)

8ª tappa Tour de France (Bordeaux)
- 1978 (Miko-Mercier, una vittorie)

5ª tappa Quatre jours de Dunkerque (Dunkerque)

### Altri successi
- 1963 (Bertin-Porter 39-Milremo)

Solesmes (Criterium)
- 1966 (Mercier-BP-Hutchinson)

Plémet (Criterium)
Oostkamp (Criterium)
- 1967 (Mercier-BP-Hutchinson)

Callac (Criterium)
Chateau-Chinon (Criterium)
- 1969 (Mercier-BP-Hutchinson)

Cleethorpes (Criterium)
- 1970 (Sonolor-Lejeune-Wolber)

Vaux (Criterium)
Woodstock (Criterium)
- 1974 (Gan-Mercier-Hutchinson)

Meaux (Criterium)
Classifica sprint Tour de France
- 1979 (Miko-Mercier-Vivagel)

London-Bradford (Criterium)
- 1980 (Elswick-Falcon Cycles)

Grand Prix of Manchester (Criterium)

## Piazzamenti

### Grandi Giri
- Tour de France

1964: 65º
1967: 62º
1968: 33º
1969: 64º
1970: ritirato (6ª tappa)
1971: 40º
1972: 70º
1973: 43º
1974: 37º
1975: 68º
1977: 41º
1978: 65º
- Vuelta a España

1964: 29º
1965: 47º
1967: ritirato (6ª tappa)

### Classiche monumento
- Milano-Sanremo

1964: 42º
1965: 74º
1969: 13º
1978: 82º
- Giro delle Fiandre

1966: 59º
1967: 5º
1968: 12º
1969: 7º
1972: 59º
- Parigi-Roubaix

1964: 44º
1965: 46º
1968: 16º
1969: 10º
1970: 35º
1971: 16º
1972: 3º
1974: 33º
- Liegi-Bastogne-Liegi

1968: 10º
1969: 3º
1971: 24º
1972: 12º
1973: 43º
1975: 29º

### Competizioni mondiali
- Campionati del mondo

Sallanches 1964: ritirato
San Sebastián 1965: 19º
Nürburgring 1966: ritirato
Heerlen 1967: 31º
Zolder 1969: ritirato
Leicester 1970: ritirato
Mendrisio 1971: ritirato
Gap 1972: 18º
Yvoir 1975: ritirato
Nürburgring 1978: ritirato
Valkenburg 1979: ritirato
- Giochi olimpici

Città del Messico 1960 - Inseguimento a squadre: 16º

## Riconoscimenti
- Inserito nella British Cycling Hall of Fame nel 2009